# Kalát
Kalát (قلات) je město na jihu Afghánistánu a hlavní město provincie Zábul. Kalát je spojen národní dálnicí 01 (anglicky National Highway 01) na jihozápadě s Kandahárem a na severovýchodě s Ghazní a Kábulem. Obyvatelé města jsou etničtí Paštunové, převážně z kmene Ghilzajové.
V roce 2015 žilo ve městě 49 158 obyvatel. Město má celkovou rozlohu 4 820 hektarů a nachází se zde 5 624 obydlí.
Kalát je provinčním centrem na jihu Afghánistánu. Neúrodná půda ve městě činí 59 % celkové plochy města a zastavěná půda 19 %.
V roce 2006 bylo u města vybudována první letiště v provincii Zábul. Kalát se stal sídlem Provinčního rekonstrukčního týmu Zábul pod vedením USA, který začal pomáhat s rozvojovými projekty a budováním správy v celé provincii.
Dne 13. srpna 2021 se Tálibán zmocnil Kalátu, který se tak stal sedmnáctým provinčním městem dobytým v rámci širší ofenzivy Tálibánu.

## Historie
Ve středověku se město nacházelo v srdci kmene Chalajů. Z tohoto města pochází indická dynastie Chaldží.
Dne 16. dubna 1857 byla ve městě politická mise, která měla cestou do Kandaháru zprostředkovat novou smlouvu o přátelství mezi britskou vládou v Péšávaru a kábulským amirem.

## Americké úsilí o rozvoj
Ve snaze zajistit ekonomický rozvoj oblasti zde byla v roce 2006 vybudována první přistávací dráha v provincii Zábul, a to hned za městem, přičemž se jednalo o prašnou dráhu. První let přivezl zásoby pro Provinční rekonstrukční tým Zábul a další organizace, které se snažily o ekonomický rozvoj oblasti. O tři roky později byla postavena dívčí škola, která se snažila zlepšit vzdělání v oblasti. Zpočátku byly do školy darovány školní pomůcky, čemuž tak bylo až do odchodu PRT v roce 2013. Programy o zlepšení kvality vody zlepšily dostupnost zdrojů čisté vody. V roce 2009 byl dokončen projekt, který usiloval o zlepšení vodovodního systému v nemocnici Kalát, aby se k pacientům dostala pitná voda.
Ne všechny snahy o ekonomický rozvoj však byly úspěšné. V roce 2006 byla zahájena výstavba nové čtvrti města za 10 milionů dolarů. Měla to být oblast obchodu a rozvoje, ovšem po třech letech je většina budov neobydlená nebo nepoužitelná z důvodu nepotřebnosti. Guvernér provincie Zábul se do nové čtvrti odmítl nastěhovat z důvodu nedostatečné bezpečnosti.
Anne Smedinghoffová, pětadvacetiletá americká diplomatka, zde byla na jaře 2013 zabita sebevrahem v autě.

## Podnebí
V Kalátu panuje semiaridní podnebí (podle Köppenovy klasifikace podnebí BSk). Průměrná teplota v Kalátu je 13,6 °C a průměrný roční úhrn srážek 283 mm.
Nejteplejším měsícem roku je červenec s průměrnou teplotou 27,5 °C. Nejchladnějším měsícem je leden s průměrnou teplotou -2,9 °C.

| Kalát – podnebí             | Kalát – podnebí | Kalát – podnebí | Kalát – podnebí | Kalát – podnebí | Kalát – podnebí | Kalát – podnebí | Kalát – podnebí | Kalát – podnebí | Kalát – podnebí | Kalát – podnebí | Kalát – podnebí | Kalát – podnebí | Kalát – podnebí |
| Období                      | leden           | únor            | březen          | duben           | květen          | červen          | červenec        | srpen           | září            | říjen           | listopad        | prosinec        | rok             |
| --------------------------- | --------------- | --------------- | --------------- | --------------- | --------------- | --------------- | --------------- | --------------- | --------------- | --------------- | --------------- | --------------- | --------------- |
| Průměrné denní maximum [°C] | 3,5             | 7,8             | 15,5            | 22              | 27,4            | 34,5            | 36,4            | 34,6            | 30,5            | 24,2            | 17,5            | 10              | 22              |
| Průměrná teplota [°C]       | −2,9            | 1,3             | 8,6             | 14,2            | 18,5            | 25              | 27,5            | 25,4            | 20,2            | 14,2            | 8,7             | 2,4             | 13,6            |
| Průměrné denní minimum [°C] | −9,3            | −5,1            | 1,7             | 6,5             | 9,6             | 15,5            | 18,6            | 16,2            | 10              | 4,3             | 0               | −5,1            | 5,2             |
| Průměrné srážky [mm]        | 35              | 100             | 62              | 25              | 1               | 0               | 0               | 0               | 0               | 2               | 16              | 42              | 283             |
| Zdroj: Climate-Data.org     |                 |                 |                 |                 |                 |                 |                 |                 |                 |                 |                 |                 |                 |